# Hagwilget Canyon
Hagwilget Canyon är en kanjon i Kanada.   Den ligger i provinsen British Columbia, i den centrala delen av landet, 3 700 km väster om huvudstaden Ottawa. Hagwilget Canyon ligger 322 meter över havet.
Terrängen runt Hagwilget Canyon är varierad. Trakten runt Hagwilget Canyon är nära nog obefolkad, med mindre än två invånare per kvadratkilometer.. Närmaste större samhälle är New Hazelton, 1,8 km öster om Hagwilget Canyon.
Trakten runt Hagwilget Canyon består i huvudsak av gräsmarker.